# Ogyris otanes
Ogyris otanes är en fjärilsart som beskrevs av Felder 1865. Ogyris otanes ingår i släktet Ogyris och familjen juvelvingar. Inga underarter finns listade i Catalogue of Life.

## Bildgalleri

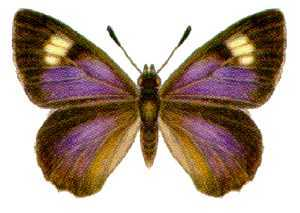